# Tarsoporosus yustizi
Tarsoporosus yustizi es una especie de escorpión de la familia Scorpionidae descrita por González Sponga en 1983.

## Descripción
Tarsoporosus yustizi se caracteriza por la presencia de áreas lisas entre los tubérculos oculares ya que la mayor parte del tegumento está ocupado por gránulos de tamaño pequeños y algunos grandes. La quelas presenta las carenas externas lisas de igualmente el tegumento intercareal. El V segmento presente carenas dorsales acentuadas formadas por gránulos vestigiales soldados entre sí. Los telotarsos presentan espinas lateroventrales formando dos filas.

## Distribución
Localidad típica: quebrada Las cuadras en las cercanías de la población de San Miguel de municipio Jiménez del estado Lara.
La especie solo ha sido reportada para el Lara primordialmente en los municipios Iribarren, Jiménez y Torres.